# Referendo constitucional na Bolívia em 2016
Um referendo constitucional na Bolívia foi realizado em 21 de fevereiro de 2016. As emendas constitucionais propostas removeriam as restrições sobre o número de mandatos presidenciais.

## Antecedentes
O artigo 168 da constituição de 2009 permite que o presidente e o vice-presidente concorram à reeleição apenas uma vez. O referendo foi legalizado por uma sessão da Assembleia Legislativa Plurinacional em 26 de setembro de 2015 por 112 votos a 41. A lei 757, que convocou o referendo para fevereiro, foi aprovada por 113 votos a 43, e foi promulgada em 5 de novembro de 2015.
Por 48 horas antes do referendo, era ilegal comprar ou consumir álcool, sendo tomada esta medida para garantir que os eleitores tivessem conhecimento da sua decisão.
A vitória do "sim" teria permitido que o presidente Evo Morales e o vice-presidente Álvaro García Linera concorressem a outro mandato em 2019. Morales já havia sido eleito três vezes.

## Resultados preliminares

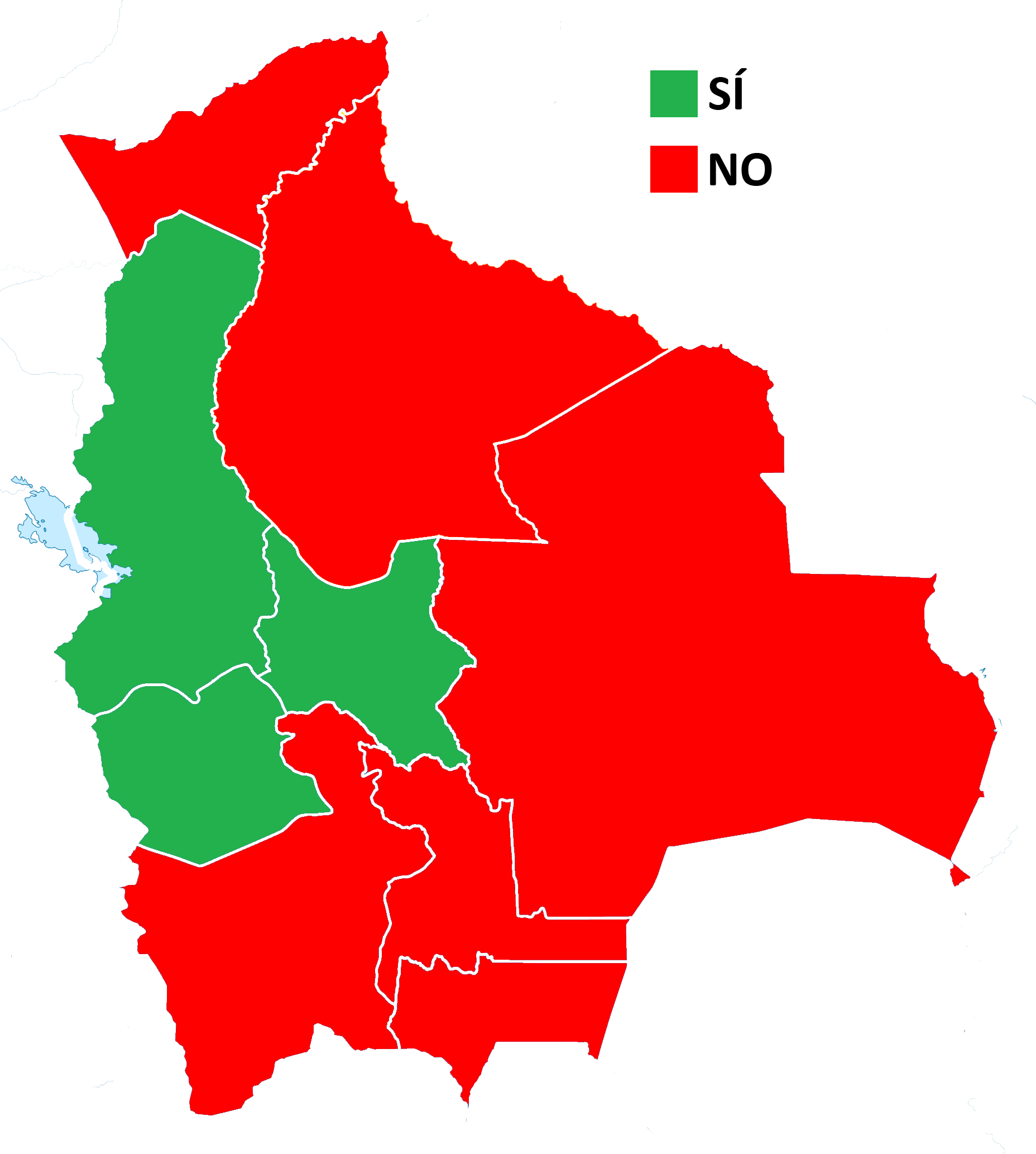
Mapa dos resultados.

| Escolha                   | Votos     | %     |
| ------------------------- | --------- | ----- |
| Não                       | 2.682.517 | 51,3  |
| Sim                       | 2.546.135 | 48,7  |
| Inválidos/votos em branco | 262.267   | –     |
| Total votos               | 5.490.919 | 100   |
| Eleitores/participação    | 6.502.069 | 84,45 |
| Fonte: OEP                |           |       |